# Chalciope erecta
Chalciope erecta är en fjärilsart som beskrevs av George Francis Hampson 1902. Chalciope erecta ingår i släktet Chalciope och familjen nattflyn. Inga underarter finns listade i Catalogue of Life.